# کنوانسیون ژنو

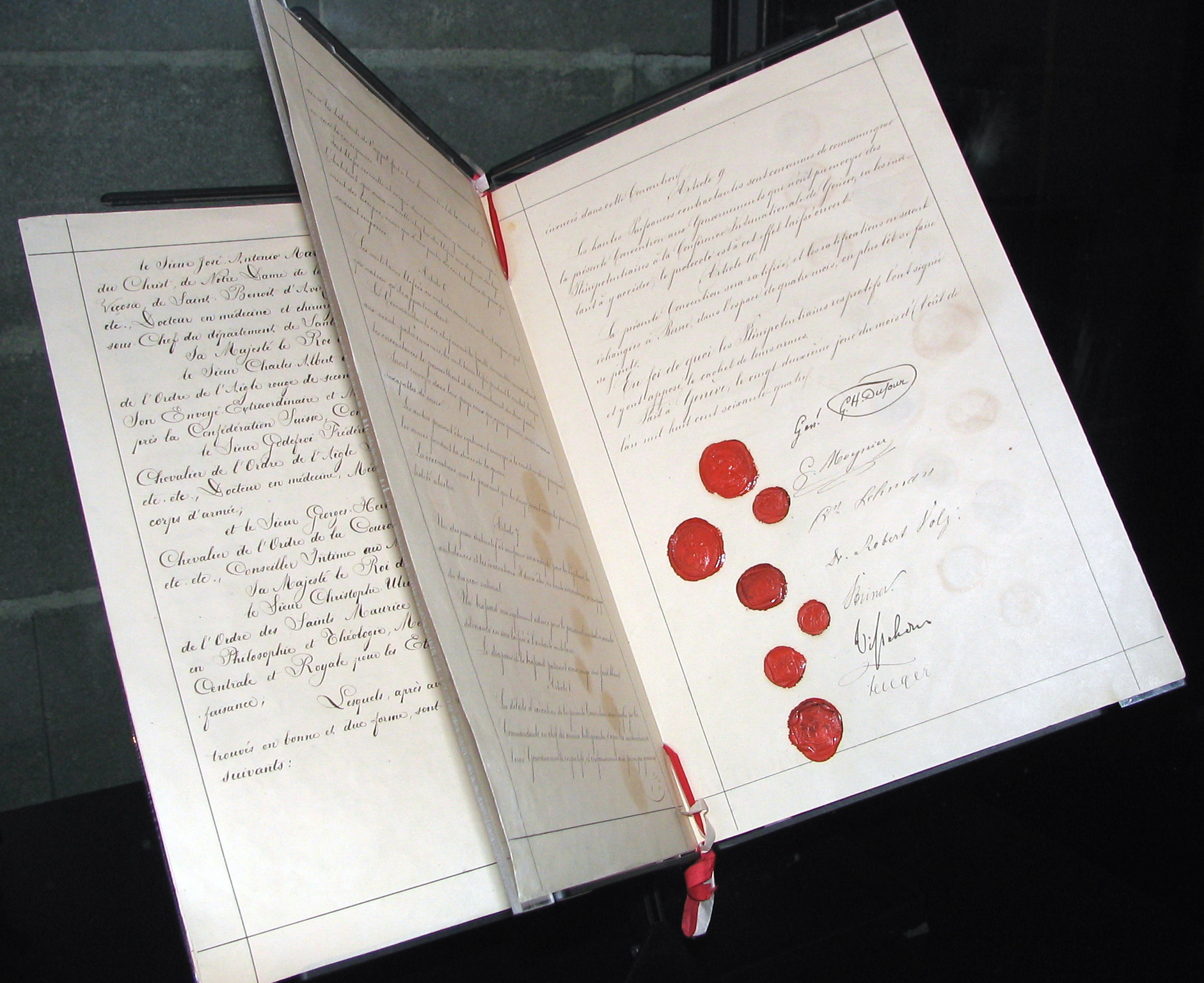
۱۸۶۴ اصل مدرک کنوانسیون ژنو

کنوانسیون ژنِو (به فرانسوی: Convention de Genève) یا پیمان ژنو، پیمانی است که بین کشورهای امضاکننده بسته شده‌است و پراهمیت‌ترین ماده حقوق بین‌الملل بشردوستانه است. کنوانسیون ژنو مفادی را برای زمان جنگ وضع کرده‌است که از افرادی که دیگر در جنگ نیستند حفاظت و حمایت می‌کند. بنیان‌گذاری و گسترش کنوانسیون ژنو بر اساس تجربه‌هایی است که حکومت‌ها در دوران جنگ‌هایشان گرد آورده بودند.

## پیشینه

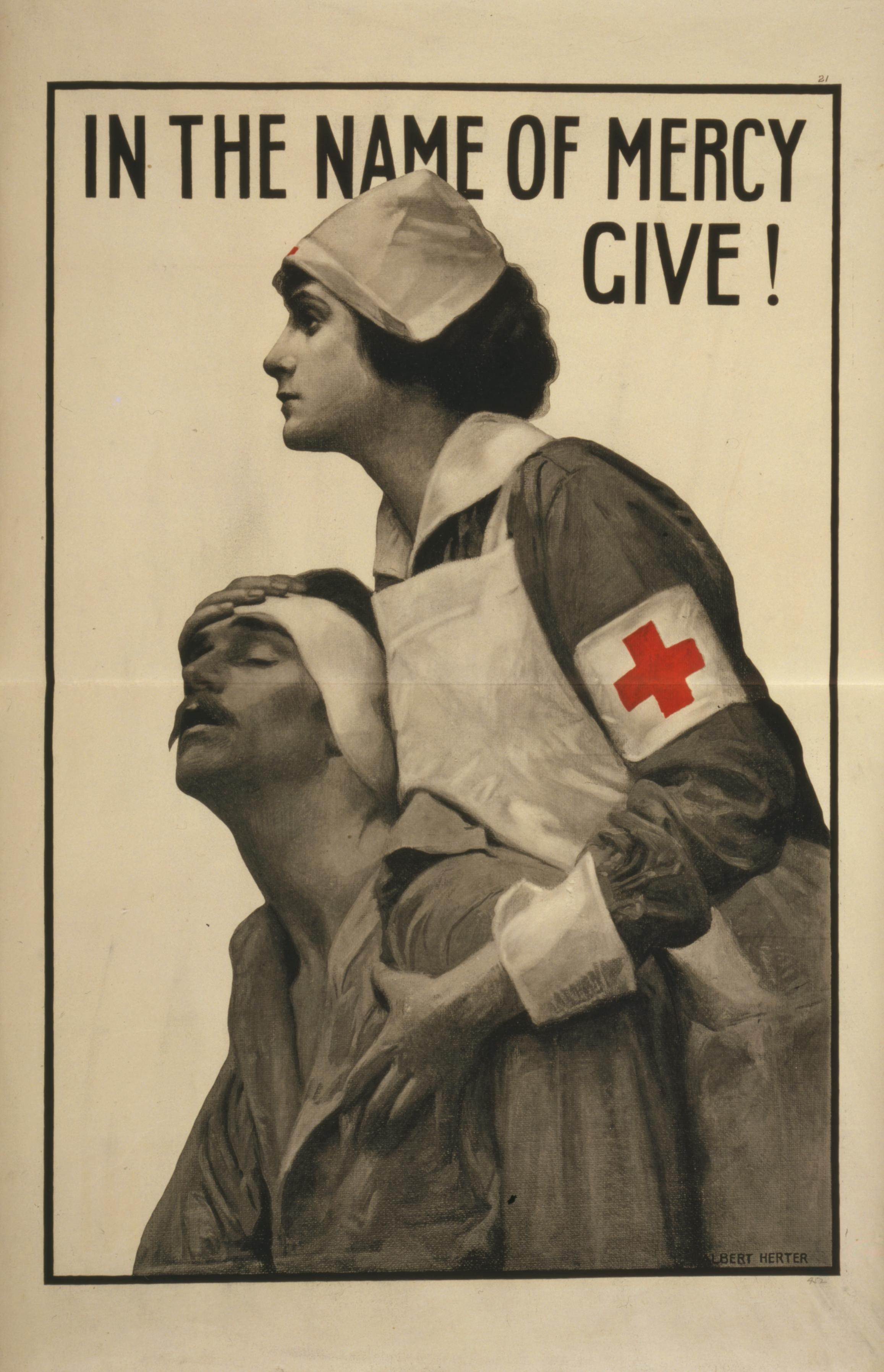
پوستر صلیب سرخ در جنگ جهانی اول

نهضت بین‌المللی صلیب سرخ و هلال احمر نخستین پیشگام در امور بشردوستانه بین‌المللی می‌باشد که منطبق با حقوق بین‌الملل رفتار می‌کند. این نهضت در زمینه محافظت از زخمی‌ها و بیماران عضو در نیروهای مسلح کشورها در نبردهای زمینی، دریایی و همچنین در زمان اسارت فعالیت می‌کرد. در سال ۱۹۴۹، با تصویب کنوانسیون ژنو، چهارچوب کلی جدیدی برای کمک به نیازمندان در شرایط جنگی فراهم آمد.
- ۱۸۶۴ دوازده کشور در نخستین کنفرانس در شهر ژنو موافقت می‌کنند که سربازانی که در جبهه زخمی شده‌اند را جمع‌آوری نمایند و به آن‌ها کمک‌های پزشکی برسانند.
- ۱۹۰۶ کنوانسیون دوم در ژنو نشست کرد و در مفاد کنفرانس ۱۸۶۴ تجدید نظر شد و جمعیت‌های کمک‌رسانی و خیریه‌هایی که کمک‌های پزشکی می‌رسانند دعوت به همکاری شدند.
- ۱۹۲۹ کنواسیون سوم پس از به پایان رسیدن جنگ اول جهانی در ژنو تشکیل شد و در این کنفرانس سه نشان صلیب سرخ، نشان شیر و خورشید سرخ و نشان هلال احمر تصویب شد. در این کنفرانس مفادی به تصویب رسید که دربارهٔ اسیران جنگی بود. در این کنوانسیون نخستین بار کمیته جهانی صلیب سرخ پایه گذاشته شد که سازمان مرکزی جمع‌آوری اطلاعات دربارهٔ اسیران جنگی شد.
- ۱۹۴۹ کنوانسیون چهارم پس از به پایان رسیدن جنگ دوم جهانی در ژنو کنفرانسی بر پا کرد. کشور ایران در تاریخ ۸ دسامبر ۱۹۴۹ این کنوانسیون را امضا کرد و در تاریخ ۲۰ فوریه ۱۹۵۷ به تصویب مجلس رسید. این کنفرانس دربارهٔ گسترش مفاد کنوانسیون‌های پیشین مفاد زیر را تصویب کرد:
- جمع‌آوری و رسانیدن خدمات پزشکی به سربازان و بیمار و زخمی در جبهه جنگ در خشکی
- جمع‌آوری و رسانیدن خدمات پزشکی به سربازان و بیماران جبهه در آب (نیروی دریایی)
- اسیران جنگی
- رسانیدن کمک‌های پزشکی به غیرنظامیان و بر پا داشتن پرچم صلیب سرخ بالای ساختمان تمام بیمارستان‌ها یا بیمارستان‌های صحرایی به معنی حفاظت و هدف قرار نگرفتن این مرکزهای پزشکی
- پاراگراف سوم کنوانسیون چهارم دربارهٔ حفاظت و کمک‌رسانی به قربانیان جنگ‌های مسلح که در یک کشور اتفاق می‌افتد و بین قبیله‌ای یا نژادی
- ۱۹۷۷ پروتکل الحاقی بر کنوانسیون که در آن قواعد زیر تصویب شد که برای ارزیابی فرماندهان و فرمانبرداران در جنگ که این سه اصل را نادیده می‌گیرند می‌باشد:
- ابزار جنگی محدود می‌شود.
- حمله به افراد غیرنظامی ممنوع می‌شود
- قبول و تصویب مرتن کلواس

قواعد مرتن کلواس چهار چوب آداب رفتار در جنگ را تعیین می‌کند:
- سنت و آداب و رسوم
- وجدان
- انسانیت
- ۲۰۰۵ در کنفرانس ژنو پروتکل الحاقی در کنوانسیون تصویب شد که در آن سومین نشان حفاظت یعنی کریستال سرخ به تصویب رسید. این نشان برای کشورهایی است که دین‌های گوناگون و نژادهای گوناگون در آن زندگی می‌کنند.

اگر چه برخی از اصول و قواعد مربوط به جنگ و حقوق جنگ بر اساس رفتار و نیروهای رزمنده و در جریان نبرد شگل گرفته و در اثر تکرار آن تدریجاً به صورت عرف لازم‌الاجرا درآمده، لیکن قسمت دیگری از حقوق جنگ به‌طور عمده، حقوق قراردادی جنگ است که پس از وقوع جنگ‌ها و کسب تجارب حاصل از جنگ‌ها تدوین شده‌است.
هانری رومان بشردوست معروف سویسی با مشاهده زخمیان نبرد معرف سولفرینو، به این فکر افتاد که سازمانی مورد اعتماد دول متخاصم و به منظور حمایت از زخمیان زمان جنگ تأسیس کند و بدین شکل یک سازمان جهانی در قلمرو حمایت از مصدومین جنگ‌ها خواسته و ناخواسته در عرصه بین‌الملل پا به عرصه وجود گذاشت و همچنین این امر خود تحولی و نگرشی به حقوق شرکت کنندگان در جنگ پدیدآورد و بدیهی است که صلیب سرخ جهانی نقش عمده‌ای در تصویب کنوانسیون‌های مرتبط با بهبود وضع نظامیان زخمی ایفاد نمود.
پس از تأسیس این سازمان جهانی و ابراز دیدگاه‌های بشر دوستانه نسبت به کسانی که در جنگ بنحوی شرکت داشته یا درگیر جنگ می‌شوند، مجامع و دول مختلف درصدد بودند تا نسبت به تهیه قوانین و مقررات لازم‌الاجرای زمان جنگ همت گمارند.
از قدیمی‌ترین کنوانسیون‌های مرتبط با افراد زخمی کنوانسیون ۲۲ اوت ۱۸۶۴ بوده که به امضای تعدادی از کشورها رسیده‌است. همچنین اعلامیه مورخه ۱۶ آوریل ۱۸۵۶ پاریس نیز متضمن قواعدی پیرامون جنگ دریایی بوده و نیز قراردادهای دریایی واشینگتن در ۶ فوریه ۱۹۲۲ و قرارداد لندن ۲۲ آوریل ۱۹۳۰ ونیز قرارداد دریایی لندن در سال ۱۹۳۶ همه مبین وضع قواعدی دربارهٔ غرق کشتی‌های تجاری دول بیطرف و وضعیت سر نشینان آنهاست که گویای توجه کشورها و دول مختلف به حقوق بشر دوستانه است.
کنوانسیون‌های چهارگانه ژنو به سال ۱۹۴۹ همگی بنحوی در بهبود سرنوشت زخمیان و مجروحان نظامی و غیرنظامی و نیز وضعیت در خصوص اسرای جنگی قواعدی بیان نموده و وضع این قواعد با توجه به تجارب حاصل از جنگ جهانی دوم بر کیفیت و بازدهی آن‌ها مؤثر واقع افتاده‌است.
سئوالی که در این مقطع مطرح است می‌تواند چنین طرح شود که آیا با وجود ممنوعیت جنگ به موجب منشور ملل متحد و لزوم بکارگیری اصل عدم توسل به زور در روابط و فعالیت‌های بین‌الملل آیا می‌توان از توسعه و تدوین حقوق بین‌الملل جنگ صحبت به میان آورد و در صدد بود تا با بررسی کنوانسیون‌های تصویب شده در این باره، جنگ‌های موجود جهانی و منطقه‌ای را به وضع مطبوعتری درآورد.
هر چند ممنوعیت جنگ به موجب منشور ملل متحد موجب این تصور شده که عده‌ای بپندارند دیگر نیازی به وضع قواعد جدید جنگ برای محدود کردن یا ممنوع ساختن اعمالی که دارای خصوصیات یک جر م هستند ندارد، ولی با یک نگرش سطحی متوجه این واقعیت می‌شویم که حتی پس از گذشت متجاوز از شصت سال از تأسیس سازمان ملل متحد به رغم ممنوعیت استفاده از زور در روابط بین‌الملل جنگ مسلحانه، نه تنها وجود دارد بلکه به‌طور روزافزون رو به تزاید و تکاثر است، ضمن آنکه سازمان‌های بین‌المللی هم از برخورد با مشکلات ناشی از نقض قواعد بین‌الملل عاجز بوده و نتوانسته‌اند به وظایف خود عمل نمایند و از طرفی صرف ممنوعیت یک امر نافی ضرورت انجام احتیاط‌های لازم نیست؛ لذا بنظر می‌رسد که هر چند جامعه بین‌الملل روبه انسجام می‌رود اما لزوم قواعد کلی امری پسندیده شمار می‌رود.
از طرفی عده‌ای اعتراف به وجود قواعد جنگ را صحیح نمی‌داند، زیرا آن را به نوعی مشروعیت بخشیدن به جنگ قلمداد می‌نمایند؛ در حالیکه عده‌ای دیگر برخلاف این نظر معتقدند که غیرقانونی بودن توسل به زور، نمی‌تواند مشروعیت حقوق جنگ را نفی کند. زیرا هدف حقوق جنگ آن است که عواقب وخیم عدم توانایی جامعه بین‌المللی، در جلوگیری از جنگ را کاهش دهد؛ بنابراین ضرورت دارد که مقررات محدودکننده‌ای در این خصوص وجود داشته باشد تا دول متحارب با هر وسیله و روش ممکن به نابودی دشمن خود اقدام نکنند، یا آن کسانیکه در معرض یک آسیب غیرقابل اتکا قرار گرفته‌اند، به نوعی از قواعد انسان دوستانه بهره‌مند شوند؛ و اصولاً حقوق جنگ به آن شاخه‌ای از حقوق گفته می‌شود که در مباحث خود اصول کلی مربوط به افراد درگیر جنگ و نیز کسانی که استحقاق کمک و مساعدت دارند را مورد بررسی قرار می‌دهد و راه‌حل‌های مناسبی برای افرادی که به‌طور ناخواسته درگیر جنگی فراگیر شده‌اند از پشت رو گذارند و چون جنگ یک واقعیت است که انکارپذیر نیست طبیعتاً بایستی افرادی که مشمول رأفت قرار گیرند نیز دارای قواعدی حمایتی باشند.
مذهبیون، اخلاقیون، فلاسفه، انسان‌دوستان و حقوقدانان در طول تاریخ کوشیده‌اند که توسل به اقدامات غیرانسانی را در هنگام جنگ محدود نمایند و طبیعی است که این تلاش‌ها موجب وضع اصول و قواعدی در زمینه جنگ شده‌است. مطالعه این قواعد و اصول عرفی و قراردادی حقوق جنگ، از آن جهت حائز اهمیت است که در قرن بیست‌ویکم دولت‌ها تلاش می‌کنند که مسئولیت جنگ و عواقب ناشی از آن را متوجه دشمن سازند و برای توجیه اقدامات خود به اصول و قواعد حقوقی بین‌المللی متوسل می‌شوند. در گذشته حقوق و قواعد مربوط به جنگ و نیروهای رزمنده به صورت عرف و نانوشته بود اما از اواسط قرن نوزدهم میلادی به بعد اعلامیه‌ها و قراردادهای متعددی دربارهٔ قواعد جنگیدن بین دولت‌ها به امضا رسید. کنوانسیون‌های ۱۸۹۶ و ۱۹۷۰ و ۱۹۲۹ و ۱۹۴۹ از اهم آن‌ها است، اگر چه هم‌اکنون قراردادها و کنوانسیون‌های متعددی در زمینه جنگ به تصویب رسیده و تدریجاً حقوق قراردادی جایگزین حقوق عرفی شده، اما هنوز هم بسیاری از قواعد عرفی جنگ قابل استفاده است، به عنوان مثال توقیف و بازرسی کشتی‌های بیطرف در جنگ ایران و عراق به وسیلهٔ ناوهای جنگی ایران، ناشی از یک قاعده عرفی است. همچنین در مواردی که حقوق قراردادی جنگ بر قواعد عرفی مبتنی است این قواعد حتی برای دولتهایی که عضو قرارداد یا کنوانسیون نیستند لازم‌الاجرا می‌باشد.
به هر حال قراردادها و کنوانسیون‌ها و حتی قواعد عرفی، هدفی جز تطبیق دقیق شرایط جنگ با معیارهای انسانی ندارد و سعی دارند ملاحظات انسان دوستانه بر ضروریات نظامی مرجح باشد.
به‌طور کلی قواعد و مقررات مربوط به جنگ سه نوع محدودیت برای عملیات جنگی در نظر گرفته‌اند:
الف-محدودیت میدان عملیات جنگی
ب-محدودیت سلاح‌های جنگی
ج-محدودیت عملیات جنگی به افراد رزمنده
اما مهم‌ترین بحث محور سوم است که به منظور محدود کردن عملیات جنگی به افراد رزمنده موارد زیر در حقوق جنگ منع شده‌است.
1. حمله به کسانی که مستقیماً در جنگ شرکت ندارند.
2. همچنین افراد مسلحی که سلاح خود را به زمین گذاشته باشند.
3. کسانی که بعلت بیماری، جراحت، بازداشت یا هر علت دیگری قادر به جنگ نباشند و توصیه شده که در همه اصول با آنها بدون هیچگونه تبعیض و اجحافی طبق اصول انسانیت رفتار شود.

مثلاً در کنوانسیون ۱۹۰۷ لاهه در خصوص آغاز جنگ آمده‌است؛ که برای غرق کردن کشتی‌های بازرگانی یا کشتی‌های بازرگانی متعلق به دول بیطرف برای نقض بی‌طرفی احراز شرایطی خاص ضروری است و پیش از غرق باید کلیه اقدامات احتیاطی لازم اتخاذ گردد، تا آسیبی به مسافران نرسد برای این منظور معمولاً پیش از اقدام باید مسافران و خدمه را به کشتی دیگری منتقل نمود، در همین راستا قواعد متعددی توسط مجامع بین‌المللی پیرامون قواعد انسان دوستانه زمان جنگ مربوط به درگیری‌هایی که ممکن است نیروهای سازمان ملل در آن وارد شوند تصویب شده‌است، نیز در سال ۱۹۷۸ از سوی صلیب سرخ جهانی قواعدی در خصوص قواعد انسان دوستانه در جنگ مسلحانه وضع گردیده‌است. همچنین در سال ۱۹۸۱ کنوانسیونی در خصوص ممنوعیت یا محدودیت استفاده از برخی از سلاح‌های سنتی که ممکن است موجب جراحات شدید و بدون تبعیض شوند به تصویب رسید، لذا همه این قواعد در یک خصیصه عام و اشتراک هدف دارند و آن محدود ساختن حملات غیرقابل جبران به نیروهای انسانی درگیر در جنگ است.
درهمین راستا در ۱۲ اوت سال ۱۹۴۹ کنوانسیونهایی تحت عنوان کنوانسیون‌های چهارگانه ژنو از تصویب نمایندگان دول متعاهد گذشت که همگی به نوعی یکی از شرایط ایجاد امنیت و حمایت انسان دوستانه از نیروهای رزمنده را بیان می‌سازد. کنوانسیون دوم تصویب شده مربوط است به بهبود سرنوشت زخمیان و بیماران و غریقان نیروهای مسلح در دریا و ما درصدد هستیم با نگاهی گذرا به مقررات این کنوانسیون قواعد آن را بیان سازیم.
فصل اول مقررات عمومی مشتمل بر ۱۱ ماده از ماده ۱ الی ۱۱
فصل دوم در باب زخمداران و بیماران و غریقان مشتمل بر ۱۰ ماده از ماده ۱۲ الی ۲۱
فصل سوم در باب ناوهای بیمار بر مشتمل بر ۱۴ ماده از ماده ۲۲ الی ۳۵
فصل چهارم درباب کارکنان مشتمل بر ۲ ماده از ماده ۳۶ الی ۳۷
فصل پنجم در باب محمولات بهداری مشتمل بر ۳ ماده از ماده ۳۸ الی ۴۰
فصل ششم در نصب علامت مشخصه مشتمل بر ۵ ماده از ماده ۴۱ الی ۴۵
فصل هفتم در باب اجرای قرارداد مشتمل بر ۵ماده از ماده ۴۶ الی۴۹
فصل هشتم در باب منع سوء استفاده و تخلف مشتمل بر ۴ ماده از ماده ۵۰ الی ۵۳

### فصل ۱: آشنایی با کنوانسیون
قرارداد دوم ژنو راجع به بهبود سرنوشت زخمداران، بیماران و غریقان نیروهای مسلح در دریا در مورخه ۱۲ اوت سال ۱۹۴۹ با حضور نمایندگان مختار کشورهای عضو کنفرانس سیاسی که از تاریخ ۲۱ آوریل تا ۱۲ اوت ۱۹۴۹ در شهر ژنو تشکیل شده بود به منظور تجدید نظر در دهمین قرارداد لاهه مربوط به مصوبه ۱۸ اکتبر ۱۹۰۷ راجع به انطباق اصول قرارداد ۱۹۰۶ ژنو راجع به جنگ دریایی اتفاق نظر یافته و قرارداد نهایی آن به امضا رسید. این کنوانسیون دارای ۸ فصل و ۶۳ ماده است.
همچنین این کنوانسیون دارای یک خاتمه است که تحت عنوان مقررات نهایی مشتمل بر ۹ ماده از ۵۴ الی ۶۳ می‌باشد که مطالبی پیرامون فسخ، الحاق، تصویب و زبان قرارداد را شامل می‌شود. ایران و حدود ۱۴۰کشور دیگر به این کنوانسیون ملحق شده‌اند قرارداد با دو متن فرانسه و انگلیسی تحریر که بعداً ترجمه رسمی آن به زبان‌های روسی و اسپانیولی به شورای متحد سوئیس سپرده شد.

### فصل ۲: تعریف زخمداران و غریقان و وضعیت حقوقی آن‌ها در کنوانسیون
به موجب تعریفی که کنوانسیون از زخمداران و بیماران و غریقان نیروی‌های مسلح به عمل آورده افرادی مشمول مقررات این کنوانسیون می‌شوند که تحت یکی از عناوین مذکور درماده ۱۳ کنوانسیون قرار گیرند.
1. اعضای نیروهای مسلح دولت داخل در جنگ و همچنین قوای چریکی و دسته‌های داوطلب که جز نیروهای مسلح باشند.
2. اعضای چریکی و دسته‌های مقاومت یک کشور چه داخل یا خارج مملکت حتی اشتغال شده، مشروط به اینکه این نیروها مشمول یکی از بندهای زیر باشند

الف:در رأس آن‌ها شخصی باشد که مسئول اتباع با شرایط فوق باشد.
ب: دارای علامت مشخص باشد.
ج: علناً حمل سلاح نمایند.
د:در عملیات خود طبق قوانین و رسوم جنگ عمل نمایند.
1. اعضای نیروهای مسلح خود را وابسته بدولت یا مقامی اعلام کرده باشند که توسط دستگیر کننده شناخته شده باشد.
2. اشخاصی که همراه نیروهای مسلح باشند، بی‌آنکه جز و آنان باشند مانند خبرنگاران.
3. اعضا و فرماندهان و خدمه کشتی‌های تجاری مشروط بر عدم معامله معتبر طبق سایر قوانین.

۶ - نفوس اراضی اشغال شده که ارتجالاً پس از حمله دست به اسلحه برده، مشروط به رعایت مقررات جنگی و حمل اسلحه به‌طور علنی، طبق ماده ۱۲ کنوانسیون فوق مشتمل بر انواعی است، اعم از آنکه سقوط از هواپیما در دریا باشد یا فرود اجباری یا غرق کشتی توسط کشتی دیگر و تمام کسانی که مشمول مقررات کنوانسیون بر اساس ماده ۱۳ می‌شوند، پس از آنکه مجروح یا غرق شوند باید در همه حال مورد احترام و حمایت قرار گیرند و دولت متخاصمی که اشخاص مذکور را در اختیار دارد باید بدون هر گونه تبعیض ناشی از رنگ جنس و نژاد، عقاید سیاسی، مذهب و ملیت با آنان محترمانه برخورد نموده و از آن‌ها پرستاری نماید.
هرگونه دست درازی به حیات و شخص آنان از جمله قتل متحضران، قتل‌عام، شکنجه، انجام آزمایش‌های بیولوژی و رها نمودن آنان بدون کمک پزشکی و پرستاری باسبق تصمیم و نیز قرار دادن آنان در معرض مخاطرات سرایت یا ابتلای امراض و بیماری‌ها اکیداً ممنوع شده‌است. همچنین توصیه شده‌است با زنان با کلیه احترامات خاص که لازم جنسیت آنان است رفتار شود، تقویم نوبت معالجه فقط به علل فوریت طبی مجاز دانسته شده‌است.
در ماده ۱۹ کنوانسیون به دول متخاصم تکلیف کرده‌است که پس از دستگیری افراد زخمی، بیمار و غرق مردگان بایستی اطلاعات پرسنلی آن‌ها شامل نام و نام خانوادگی، نام پدر نام دولت متبوع، نوع و شماره خدمت و تاریخ تولد، تاریخ و محل دستگیری، اطلاعات جراحت و فوت را دقیقاً ثبت و به دفتر اطلاعات ماده ۱۲۲ قرارداد سوم ارسال دارند. همچنین دولت‌ها را مکلف کرده که نصف پلاک مردگان و کلیه و وسائل و اموال مردگان را برای دفتر مذکور ارسال دارند. این اموال و اثاثیه و وجوه برای خانواده متوفیان ارسال می‌گردد.
طبق ماده ۱۴ کنوانسیون به کشتی‌های جنگی دول متخاصم اجازه داده شده‌است که نسبت به دستگیری افراد زخمی بیمار و غریق موجود در کشتی‌های بیمار بر و کشتی‌های تجاری سایر ملل اقدام نمایند، مشروط بر آنکه امکانات کافی برای معالجه آنان در کشتی جنگی وجود داشته باشد؛ و بر اساس ماده ۱۵ قرارداد مربوط اعلام داشته که چنانچه زخمداران، بیماران و غریقان در یک کشتی جنگی یا ناو هوایی کشور بی‌طرف پذیرفته شوند، باید ترتیبی داده شود که این اشخاص، دیگر امکان شرکت در عملیات جنگی را نداشته باشند و بر طبق ماده ۱۶ کنوانسیون صراحتاً اعلام می‌دارد که بیماران غریقان و مجروحان، پس از دستگیری اسیر جنگی تلقی و مشمول قرارداد سوم ژنو محسوب می‌شوند و دولت دستگیر کننده می‌تواند، آنان را به هر کجا که تمایل دارد اعزام، نگهداری یا مسترد کند اما این افراد پس از استرداد حق شرکت در عملیات جنگی را به‌طور مجدد ندارد.
نیز طبق ماده ۱۷ همین کنوانسیون مجروحین و بیمارانی که در یک کشور بیطرف نگهداری می‌شوند طوری نزد دولت بیطرف نگهداری می‌شوند که امکان شرکت مجدد در عملیات جنگی را نداشته و هزینه درمان و نگهداری آنان با دولت متبوع آن‌ها می‌باشد، این کنوانسیون تدابیری را برای جمع‌آوری مجروحان پس از هر مسافرت دریایی و پرستاری آنان بیان نموده این امر در ماده ۱۸ کنوانسیون تشریح شده‌است.
در ماده ۲۰ کنوانسیون نحوه انداختن اجساد مردگان نیروهای دریایی، زخمداران و بیمارانی را که در دریا و در کشتی می‌میرند، ذکر شده و جهت اطمینان از فوت و هویت اموات بایستی گزارشی تهیه تنظیم و نصف پلاک روی جسد و نصف دیگر ضمیمه گزارش گردد. در ماده ۲۱ به سایر کشتی‌های تجاری، تفریحی و غیره کشورهای بیطرف اجازه داده‌است که زخمدان بیماران و غریقان را در کشتی خود بپذیرند و پس از پذیرش زخمداران یا مردگان مورد حمایت این کنوانسیون قرار می‌گیرند و لذا نمی‌توان آن‌ها را بعلت حمل این افراد دستگیر کرد، ولی می‌توان بعلت نقض بی‌طرفی که احتمالاً انجام می‌دهند آنان را بازداشت کرد.

### فصل ۳: مقررات عمومی کنوانسیون
بر اساس مقررات مواد ۱ تا ۱۱ این کنوانسیون دول متعاهد کنوانسیون تقبل نموده‌اند که قرارداد را در هر مورد رعایت نمایند و اتباع خود را به رعایت آن نیز وادار، نمایند همچنین دولت‌ها در مواد ۴۵ و ۴۶ کنوانسیون مکلف شده‌اند که چنانچه قوانین داخلی آن‌ها نارسا باشد برای جلوگیری از هرگونه سوءاستفاده از مقررات کنوانسیون قوانین لازم را تصویب نموده و در حالت جنگ موجبات اجرای این قرارداد بین‌المللی را توسط فرماندهان خود فراهم سازند: نیز موجب ماده ۴۸ کنوانسیون دول متعاهد تعهد کرده‌اند مقررات این کنوانسیون در زمان جنگ و صلح تدریس و اشاعه نمایند، و نیز ترجمه قرارداد را به شورای متحد سویس و در زمان جنگ به وسیلهٔ دول حامی به یکدیگر ابلاغ نمایند. بر اساس ماده۲ کنوانسیون علاوه بر مقرراتی که در زمان صلح باید اجرا شود این کنوانسیون در صورت جنگ رسمی یا هر گونه مخاصمه مسلحانه که بین دو یا چند دولت از دول متعاهد باشد اجرا می‌شود و در خاک ممالک اشغالی هم قابل اجرا است، هرگاه یکی از دول متخاصم عضو این قرارداد نباشد دول متخاصم دیگر که در این قرارداد شرکت دارند، در روابط متقابل خود تابع این قرارداد خواهندبود، چنانچه آن دولت مقررات این قرارداد را قبول و اجرا کند، در مقابل او نیز ملزم به اجرای این قرارداد خواهند بود. طبق ماده ۳ کنوانسیون اعمال زیر در جنگ ممنوع اعلام شده‌است:
1. لطمه به حیات و تمامیت بدنی من‌جمله قتل به تمام اشکال آن زخم زدن، رفتار بیرحمانه، شکنجه و آزار
2. اخذ گروگان
3. لطمه به حیثیت اشخاص من‌جمله تحقیر و تخفیف
4. محکومیت بدون دادگاه قانونی و تصمیمات قضایی

مضافاً اینکه در جنگ نبایستی به افرادی که در جنگ شرکت نداشته‌اند یا مجروحان و کسانی که اسلحه خودرا به زمین گذاشته‌اند با تبعیض برخورد یا خلاف اصولی غیر از اصول انسانیت رفتار کرد. درصورت جنگ بین نیروهای زمینی و دریایی مقررات این کنوانسیون فقط دربارهٔ نیروهای دریانشین اجرا خواهد شد، همچنین است وظیفه دولتهای بی‌طرف که زخمداران و غریقان را نگهداری یا درمان می‌نمایند. دولتهای متعاهد می‌توانند در جهت اجرای این کنوانسیون قراردادهای اختصاص فی‌مابین خود منعقد نمایند، مشروط بر آنکه حقوق مکتسبه قرارداد حاضر را زیر پا نگذارند، نیز مطابق ماده ۷ کنوانسیون زخمداران، بیماران و کارکنان بهداری حق سلب حقوق مکتسبه کنوانسیون را از خود ندارند و در ماده ۹ این قرارداد پیش‌بینی نموده که بتوان از کمک سایر دولی که به عنوان دول حامی در جنگ نامیده می‌شوند جهت حسن اجرای کنوانسیون بهره برد. همچنین به کمیته صلیب سرخ جهانی یا سایر دستگاه‌های بشر دوستانه بیطرف اجازه داده که جهت حمایت زخمداران و بیماران و افراد بهداری مذهبی اقدمات خود را به انجام رسانند، ضمن آنکه در قرارداد پیش‌بینی شده که بتوان دول حامی که مجری قرارداد تلقی می‌شوند تعویض شوند این تعویض ممکن است به یک کمیته بین‌الملل واگذار شود و نیز ممکن است یکی از سایر کشورهای بیطرف اقدام‌های لازم را صورت دهد، دولتی که عهده‌دار وظایف اجرایی قرارداد می‌شوند باید توانایی لازم را دارا بوده و تضمینات کافی هم برای حسن اجرای آن بدهد. درصورتی‌که دول حامی از لحاظ منافع اشخاص تحت‌الحمایه مفید بدانند، منجمله درصورت بروز اختلاف بین دول متخاصم در موضوع اجرایا تفسیر برای آن حل اختلاف نیز مساعدت خواهد کرد و برای این منظور از طرفین جهت تشکیل جلسه‌ای در خاک خود یا کشور بیطرف دیگر دعوت به عمل می‌آورد و ممکن است یک سازمان بین‌المللی یا یک شخصیت بین‌المللی برای تقویت هم دخالت نماید.

### فصل ۴: حمایت از ناوهای بیمار بر
بر اساس مقررات این کنوانسیون ناوهای بیمار بر مشمول مقررات زیر هستند، بیمارستان‌های ساحلی نیز مشمول ناوها هستند:
1. از حمله و هر گونه تعرض مشروط به اعلام مشخصات قبلی مصون هستند.
2. مؤسسات دریایی ساحلی (بیمارستان‌های صحرایی و مشابه) از حمله هوایی و دریایی مصون هستند.
3. ناوهای صلیب سرخ یا جمعیت‌های خیریه همانند کشتی‌های بیمار بر نظامی و جنگی از حمله مصون هستند مشروط به داشتن مدارک معتبر.
4. ناوهای بیمار بر از دستگیری معاف هستند مشروط داشتن مدارک مثبت.

۵ - توصیه شده کشتی‌های بیمار بر بیش از ۲۰۰۰ تن ظرفیت داشته باشند.
1. ناوهای بیمار بر پس از تصرف بندر امکان خروج از بندر را دارا خواهند بود.
2. نوع استفاده از کشتی‌های بیمار بر را با وجود زخمی و بیمار نمی‌توان تغییر داد.
3. تبدیل کشتی بیمار بر به کاربری غیر آن بایستی با ایجاد امکانات لازم برای زخمداران صورت گیرد.
4. کشتی‌های جنگی به هنگام کمک به سایر کشتی‌های بیمار بر بایستی بدون توجه به ملیت مساعدت خود را اعمال نمایند.
5. دول متعاهد حق ندارد از کشتی‌های بیمار بر استفاده‌های نظامی صورت دهند.
6. ناوهای بیمار بر هنگام نبرد نبایستی مزاحم نیروهای جنگنده باشند و نیز در حین مصاف جنگی و پس از آن با مسئولیت و خطر خط‌پذیری خود عمل خواهند کرد.
7. دولتهای متخاصم حق بازرسی کشتی‌های بیمار بر را دارند می‌توانند برای آن خط سیر و مقررات بگذارند.

۱۳ - بازداشت موقت کشتی بیمار بر، بنابه مقتضیات نظامی حداکثر تا ۷ روز امکان‌پذیر است.
1. ناوهای بیمار بر از حیث اقامت در بندر بی‌طرف همانند ناوها محسوب نمی‌شود.
2. کشتی‌های بازرگانی که به کشتی بیمار بر تبدیل می‌شوند در طول جنگ و تخاصم نباید از بیمار بر تغییر کاربری داده شوند.
3. حمایت‌ها از کشتی‌های بیمار بر تا زمانی خواهد بود که به وظایف بیمار بری عمل شود والا دشمن می‌تواند، بایک اخطار اقدام نظامی به عمل آورد.
4. کشتی‌های بیمار بر حق مخابرات محرمانه و رمز را ندارند.
5. کشتی‌های بیمار بر می‌توانند اسلحه حمل نمایند و نیز می‌تواند برای حفظ نظم یا دفاع از خود تجهیزات و وسایل مخابراتی داشته باشند.
6. کشتی بیمار بر می‌توانند مازاد بر نیاز لوازم بهداری حمل نماید و نیز می‌توانند عملیات کمک خود را برای افراد غیرنظامی مرتبط دهند.
7. ناو بیمار بر می‌تواند سلاح نیروهای زخمی را با خود حمل نماید.

### فصل ۵: وضعیت حقوقی کارکنان بیمار بر
به موجب ماده ۳۶کنوانسیون کارکنان بهداری، بیمارستانی، کارکنان ناوهای بیمار بر و مذهبی در ردیف همدیگر قرار گرفته و محترم شمرده شده و مورد حمایت قرار گرفته‌اند و نیروهای متخاصم تا مادامیکه در اختیار ناوهای مذکور هستند، اعم از آنکه در ناو باشند یا نباشند حق دستگیری آن‌ها را نخواهند داشت، و چنانچه بدست دشمن افتند نیز مورد حمایت هستند و مادام که خدمات آن‌ها برای پرستاری و کمک به زخمداران و بیماران لازم است می‌تواند به وظایف خود عمل نمایند و فرماندهی که آن‌ها را در اختیار دارد پس از امکان‌پذیر دانستن عودت آن‌ها اقدام به عودت خواهد کرد و کارکنان مزبور هنگام شرکت کشتی می‌توانند اشیایی را که ملک شخصی خودشان است با خود ببرند و چنانچه به خدمات آنان نیاز باشد تا حد امکان نگهداری می‌شوند، لاکن بایستی در اولین فرصت آن‌ها را در خشکی پیاده نمایند. پس از پیاده شدن کارکنان مذکور آن‌ها مشمول قرارداد سوم ژنو یعنی حمایت از اسرای جنگی خواهند بود، به نظر می‌رسد این حمایت بقدر کافی محکم و مستحکم بنظر نمی‌رسد، زیرا امکان تفسیر و تعبیر زیادی در آن پیش‌بینی شده‌است.

### فصل ۶: وضعیت ظاهری ناوهای بیمار بر و کارکنان آن‌ها
مشخصات و علائمی که برای تشخیص ناوهای بیمار بر ضروری دانسته شده در کنوانسیون تحت عنوان علامت مشخصه در فصل ششم و از ماده ۴۱ بعد ذکر شده‌استاین کنوانسیون با قبول علائم صلیب سرخ و هلال احمر به عنوان علامت مشخص ناوهای بیمار بر تأکید دارد که کلیه لوازم بهداری، پرچم‌ها و بازو بند کارکنان دارای این علامت مشخصه باشد و همچنین کارکنان باید دارای یک کارت هویت که در آن مشخصات، درجه تاریخ تولد و شماره کارت نوشته شده باشد مشمول شوند و در هیچ موردی از حمل کارت بازوبند و علامت نبایستی محروم شوند و نمونه‌های کارت بهداری در بدو تخاصم به کشورهای درگیر ابلاغ خواهدشد. همچنین مقررات دیگری در این باب وجود دارد از جمله آنکه:
1. ناوهای بیمار بر باید دارای رنگ سفید در سطح خارجی باشند.
2. یک یا چند صلیب پر رنگ در هر طرف بدنه و در روی سطوح افقی قرار گیرد که قابل رویت از هوا باشد.
3. ناوها باید پرچم ملی خود را به‌علاوه پرچم صلیب سرخ نصب نمایند و کشتی‌های بیطرف نیز همچنین وظایفی برعهده دارند تا از حمله‌کشورهای متخاصم در امان باشند.
4. قایقهای نجات ساحلی درصورتی‌که با موافقت دول اشغالگر عملیات خود را در یک پایگاه اشغال شده ادامه می‌دهند، ممکن است مجاز شوند که در مواقعی که از پایگاه خود دور می‌شوند پرچم ملی و صلیب سرخ را برفراز قایق خود نصب نمایند.
5. سایر علامت‌های مورد قبول دول متخاصم به جای صلیب سرخ مورد قبول بوده و مقررا ت کنوانسیون بر آن حاکم است.
6. دولتی که قوانین آن‌ها برای سوءاستفاده از این مقررات (علامت مشخصه) نارسا یا ناکافی است، مکلف به انجام اقدام‌های لازم در این خصوص هستند.
7. ناوهایی که موقتاً برای دشمن انجام وظیفه می‌کنند باید تا زمان خدمت پرچم اصلی دول خود را فرود آورند.
8. کلیه علامات بایستی به‌طور وضوح و مرئی باشد و اقدام‌های لازم در جهت دید علامت در شب نیز فراهم گردد.